# Parafia Najświętszego Serca Jezusowego w Kosowach
Parafia Najświętszego Serca Jezusowego w Kosowach − parafia rzymskokatolicka znajdująca się w diecezji rzeszowskiej w dekanacie kolbuszowskim zachodnim. 

## Historia
W 1981 rozpoczęto starania na rzecz budowy świątyni w Kosowach. 28 sierpnia 1982 biskup tarnowski Jerzy Ablewicz poświęcił plac pod budowę kościoła. Na placu postawiono krzyż, a obok niego wzniesiono tymczasową kaplicę. 5 września 1982 odprawiono w niej pierwszą mszę świętą. 2 maja 1983 rozpoczęto prace przy budowie kościoła, a 30 lipca erygowano parafię. 18 września 1983 wmurowano kamień węgielny, który 22 czerwca 1983 poświęcił Jan Paweł II.
Kościół został poświęcony 25 grudnia 1988 przez biskupa Władysława Bobowskiego. W 1992 erygowano diecezję rzeszowską, do której włączono parafię w Kosowach. 1 czerwca 2008 biskup rzeszowski Kazimierz Górny dokonał konsekracji świątyni.  

## Kościół parafialny i inne obiekty
Kościół parafialny wzniesiono na tzw. Owsiance, na granicy Kosów z Huciną i Siedlanką. Rzeźby do jego wnętrza wykonał artysta ludowy Stanisław Ciężadlik. Projektantem witraży oraz autorem polichromii, namalowanej w latach 2005–2006, jest Lucjan Orzech, profesor warszawskiej ASP.
Równocześnie z kościołem prowadzono budowę plebanii. Na placu kościelnym istnieje ufundowany przez K. Wołowca w 1902 żeliwny krzyż, umieszczony na głazie narzutowym.
Cmentarz w Kosowach założono na terenie, który przed II wojną światową należał do jednego z miejscowych Żydów. Pierwsze pochówki pochodzą z 1983.

## Proboszczowie
- ks. Stanisław Samborski (30 lipca 1983–25 sierpnia 2016)[9]
- ks. Stanisław Orszak (od 25 sierpnia 2016)[9]

## Zasięg parafii
Parafia obejmuje obszar, który przed jej utworzeniem należał do parafii w Trzęsówce, Niwiskach i Ostrowach Tuszowskich. Przynależą do niej Kosowy, Siedlanka, Hucina i Kłodziny (przysiółek Trzęsówki).